# Harmonia Nobile
Harmonia Nobile — академічний камерний оркестр, створений у 1985 році при Івано-Франківській обласній філармонії з ініціативи Ігоря Пилатюка (Народний артист України з 1999) та директора філармонії Михайла Воротняка.
Художній керівник, концертмейстер та солістка — Народна артистка України Наталія Мандрика.

## Відомості

### Співпраця з диригентами
За час творчої діяльності колектив співпрацює з видатними диригентами:
- Крістоф Хаґель, Петер Маркс (Німеччина), Пекка Аахонен (Фінляндія),
- Джузеппе Караннанте, Франческо Д'Овідіо (Італія),
- Владислав Чернушенко (Росія),
- Войтек Мрозек (Польща),
- Ігор Пилатюк (Україна)[2].

### Партнери по сцені
Партнерами по сцені були виконавці, зокрема, світової слави: Богодар Которович, Олександр Семчук, Олексій Горохов, Лідія Шутко, Назарій Пилатюк, Богдан Каськів, Олександр Козаренко, Наталія Дацько, Вікторія Лук'янець, Олександр Гурець, Фемій Мустафаєв, Олександр Василенко, Ніна Матвієнко, Марія Стеф'юк, Андрій Шкурган, Тарас Петриненко (Україна), Ігор Фролов, Сергій Кравченко, Олексій Набіулін, Іван Мозговенко (Росія), Владислав Клосевич, Титус Войнович (Польща), Андрій Війтович (Англія), Едуард Ідельчук (Фінляндія), Ксав'є де Местр (Франція), Фелікс Айо (Італія), Тошікі Усуї (Японія) та інші.

### Гастролі
Камерний оркестр концертував в Італії, Іспанії, Португалії, Марокко, Франції, Німеччині, Бельгії, Швеції, Угорщині, Польщі, Росії, Білорусі, Казахстані.

### Репертуар
За час існування оркестр виконав понад 3000 концертів. В репертуарі колективу твори світової класики, сучасна музика, власні аранжування та безліч адаптованих для струнного оркестру акомпанементів.
Творчість оркестру записано на 8 CD-альбомах.

### Нагороди
- 1998 року колектив удостоєний мистецької премії імені Василя Стефаника, як найкращий творчий колектив року[4].
- 2006 року оркестру присвоєно почесний статус «Академічний»[4].

### Керівники
- 1990—1995 рр. — Ігор Пилатюк
- 1995—2014 рр. — заслужений артист України Олег Ґерета
- З 2015 року — народна артистка України Наталія Мандрика[2].